# Frilandsmuseum
Et frilandsmuseum er et museum med bygninger naturlig størrelse fra forskellige tidsperioder. De vil typisk fokusere på den historiske udvikling over en periode, gennem de bygninger og det liv der var i disse bygninger. Traditionelle frilandsmuseer består af gamle huse og andre bygninger, der enten vil være på det sted, hvor de historisk set hører hjemme, eller være samlet i et givent område, som dermed kommer til at vise den historiske udvikling. Bygningerne er således blevet pillet fra hinanden og genopført på frilandsmuseets område.
Arkæologiske frilandsmuseer består ligeledes af bygninger i naturlig størrelse, men er nyopførte bygninger, der er konstrueret ved hjælp af historiske metoder fra bestemte periode, ofte ud fra arkæologiske fund, for at vise en bestemt periode.
I nyere form er økomuseum, der stammer fra Frankrig. En omfattende gennemgang af frilandsmuseer som type og institution kan findes i den svenske museolog Sten Rentzhogs bog Open Air Museums: The History and Future of a Visionary Idea fra 2007.
Levende museer, inklusive levende gårdmuseer, er en type frilandsmuseer, hvor formidlere iført historiske dragter portrætterer livet i perioden. Formidlerne agerer ofte som om de levede i perioden, som de beskæftiger sig med, eksempelvis kolonitiden eller middelalderen, og udfører dagligdags opgave som madlavning, håndværk og lignende opgaver. Formålet er at demonstrere de tidligere tiders måder at leve på, og formidle det til et moderne publikum. Opgaverne i husholdningen kan inkludere madlavning på brændekomfur, kærne smør, spinde uld, væve tekstiler eller landbrug uden brug af moderne hjælpemidler. Mange levende museer udfører traditionelt håndværk som smedning, tømrer, pottemageri, mølle- eller savværksarbejde, typografi, læge og købmandshandel.

## Definition
Friland er "den ubegrænsede atmosfære... udenfor bygninger...". I den bredeste betydning er et frilandsmuseum ethvert museum, der inkluderer en eller flere bygninger i dens samling, inklusive bondegårde, historiske husmuseer og arkæologiske frilandsmuseer. Frilandsmuseum bruges dog hovedsageligt om museer, der har specialiseret sig i indsamling og genopførsel af gamle bygninger på udendørs områder, ofte i en genskabt landskab fra fortiden, og gerne med living history som en integreret del af formidlingen. De fleste kan derfor med rettes betegnes som bygningsmuseer. Europæiske frilandsmuseer ligger typisk i områder hvor arkitektur i træ er fremherskende, da træbygninger kan pilles fra hinanden og genopføres andre steder, uden et stort tab af autenticitet.
Fælles for alle frilandsmuseer, inklusive de tidligste der stammer fra 1800-tallet, er at de formidler historie om hverdagen fra alle dele af samfundet.

## Oprindelse
Et antal historisk vigtige bygninger og deres omgivelser blev åbnet for offentligheden som museer allerede i første halvdel af 1800-tallet. Disse inkluderer Château de Versailles i Frankrig og George Washingtons hus i Mount Vernon, i Virginia. Den planlagte samling af bygninger på et frilandsmuseum stammer fra slutningen af 1800-tallet i Skandinavien. En af årsagerne kan have været, at gamle traditioner med at flytte og genopføre træbygninger stammer fra lokale byggeteknikker i området. Ideen var en videreudvikling af det, på dette tidspunkt, veletablerede indendørs museum. For at være i stand til at samle og fremvise hele bygninger, var man nødt til at lave museet udendørs. Forgængerne for frilandsmuseerne var de "eksotiske" pavilloner, "antikke" templer, "gamle" ruiner og små hytter, der var at finde i 1700-tallets anlagte parker. Senere forgængere var nogle af de autentiske eller konstruerede hytter, der blev vist ved verdensudstillingen fra midten af 1800-tallet og frem til århundredeskiftet.
Verdens første frilandsmuseum var Kong Oscar 2.'s samling på Bygdøy nær Oslo i Norge, der åbnede i 1881. Den oprindelige plan bestod af 8 eller 10 bygninger der skulle vise udviklingen i de traditionelle bygningstyper i Norge fra middelalderen og frem. Kun fem af bygningerne blev dog opført før kongen mistede interessen, som følge af de udgifter der var forbundet med projektet. Det kongelige frilandsmuseum blev senere inkorporeret i Norsk Folkemuseum, der blev etableret på en tilstødende grund i 1890'erne. Inspireret af et besøg på det norske frilandsmuseum grundlagde Artur Hazelius Skansen i Stockholm i 1891. Dette frilandsmuseum blev senere en grundmodel for efterfølgende frilandsmuseum i Nord- og Østeuropa, og til sidst i resten af verden. Navnet ‘skansen’ har også fået betydning af et navneord, som bruges om andre frilandsmuseer eller samlinger af historiske bygningværker, særligt i Central- og Østeuropa.
Omkring 1900 blev der etableret både nationale og regionale frilandsmuseer i hele Skandinavien, særligt i Norge og Sverige.
De fleste frilandsmuseer koncentrerer sig om bondekultur og landbrug. Siden åbningen af det første by-frilandsmuseum, Den Gamle By i Aarhus i 1914, er bykultur dog også blevet mere almindeligt for frilandsmuseer. I mange tilfælde bliver der opført nye bykvarterer på eksisterende frilandsmuseer, der beskæftiger sig med bondekultur.

## Nordamerikanske frilandsmuseer
De nordamerikanske frilandsmuseer kaldes ofte for living history-museer. Det første var Henry Fords Greenfield Village i Dearborn, Michigan(1928), hvor Ford ønskede at vise "en lommeudgave af Amerika".:153  Colonial Williamsburg, der åbnede i 1934, formåede dog at få større indflydelse på frilandsmuseer i Nordamerika. Blandt museer i Nordamerika, der har hentet inspiration fra Colonial Williamsburg er Mystic Seaport, Plimoth Plantation, og Fortress Louisbourg.
De nordamerikanske frilandsmuseer lægger stor vægt på formidling med personer i historiske dragter, der udfører forskellige dagligdags opgaver.:154  Der har dog været kritik af, at disse museer har givet et fordrejet billede af perioderne, idet de kun sjældent har beskæftiget sig med de mørkere sider af forsiden, som eksempelvis slaveri eller hekseafbrænding. Visse steder har dog tilføjet flere af disse vanskeligere emner i deres formidling.

## Liste over frilandsmuseer efter land

### Danmark
I Danmark er de mest kendte eksempler på frilandsmuseer følgende:
- Den Fynske Landsby – Odense
- Den Gamle By – Århus
- Frilandsmuseet Herning
- Hjerl Hede – Skive
- Frilandsmuseet – Brede (Kongens Lyngby)
- Sagnlandet Lejre – Lejre
- Frilandsmuseet Maribo - Maribo
- Middelaldercentret – Sundby (Lolland)
- Ringkøbing-Skjern Museum – Ringkøbing-Skjern Kommune
- Glud Museum - Glud (Østjylland)

Bygningerne i disse museer vil som regel i perioder være beboet af personer, der lever og arbejder på den måde, som man gjorde da bygningen blev opført. De besøgende kan dermed få et indblik i livet, som det var i tidsperioden.

### Norden
- Norsk Folkemuseum – Bygdøy (Oslo), Norge
- Skansen – Stockholm, Sverige